# Godefroy Engelmann
Godefroy Engelmann (Mulhouse, 17 agosto 1788 – Mulhouse, 25 aprile 1839) è stato un litografo francese.

## Biografia
Nacque in un'antica famiglia che aveva dato due borgomastri alla città di Mulhouse. Al tempo della sua nascita la Città era una piccola Repubblica tedesca associata alla Confederazione Elvetica, ma che, dieci anni dopo, nel 1798, fu annessa alla Francia.

Engelmann studiò inizialmente in Svizzera e in Francia, a La Rochelle e a Bordeaux, quindi si trasferì a Parigi per studiare disegno e pittura, presso l'atelier di Jean-Baptiste Regnault. Nell'estate del 1814 lavorò a Monaco, per imparare la litografia, che era un'invenzione tedesca, nonché il disegno e l'arte litografica. Un anno dopo fondò nella sua città la "Società Litografica di Mulhouse", aprendo poi anche una bottega-laboratorio a Parigi.
Engelmann fu uno dei principali artisti, assieme a Louis-François Lejeune, che introdussero la litografia in Francia. Mise a punto anche numerosi perfezionamenti tecnici, come l'acquarello litografico nel 1819 e, soprattutto, l'invenzione della cromolitografia, sempre nel 1819, che fu in seguito perfezionata da altri pionieri di questa tecnica espressiva, come l'austriaco Peter Fendi. Per la cromolitografia in particolare, Engelmann ottenne in Inghilterra anche un brevetto.

Durante la sua carriera produsse numerosissime stampe, ma ebbe sempre una visione più vasta e lungimirante della propria attività. Fu infatti l'ideatore della "Société Industrielle de Mulhouse" (SIM), di cui lanciò l'idea già nel 1812.
Ma l'opera di Engelmann non fu solo applicativa.

Egli pubblicò importanti testi di teoria e di didattica, come ad esempio: 
- "Corso completo di studio di disegno" nel 1816,
- "Manuale del disegnatore litografo" nel 1822,
- "Trattato teorico e pratico di litografia" nel 1839.

Si fece conoscere anche come miniaturista e disegnò una serie di numerose tavole per il barone Isidore-Justin Séverin Taylor's, notissimo collezionista di arte litografica, intitolata "Voyages pittoresques et romantiques dans l'ancienne France".
Engelmann si spense a Mulhouse a 51 anni, per un tumore al collo, e la sua "Società di Stampa" che aveva fondato a Parigi, col nome di "Engelmann et Graf", passò a suo figlio Godefroy Engelmann II, nato nel 1819, il quale proseguì l'attività paterna mantenendo la stessa qualità tecnica e artistica, finché morì nel 1897.

## Galleria d'immagini

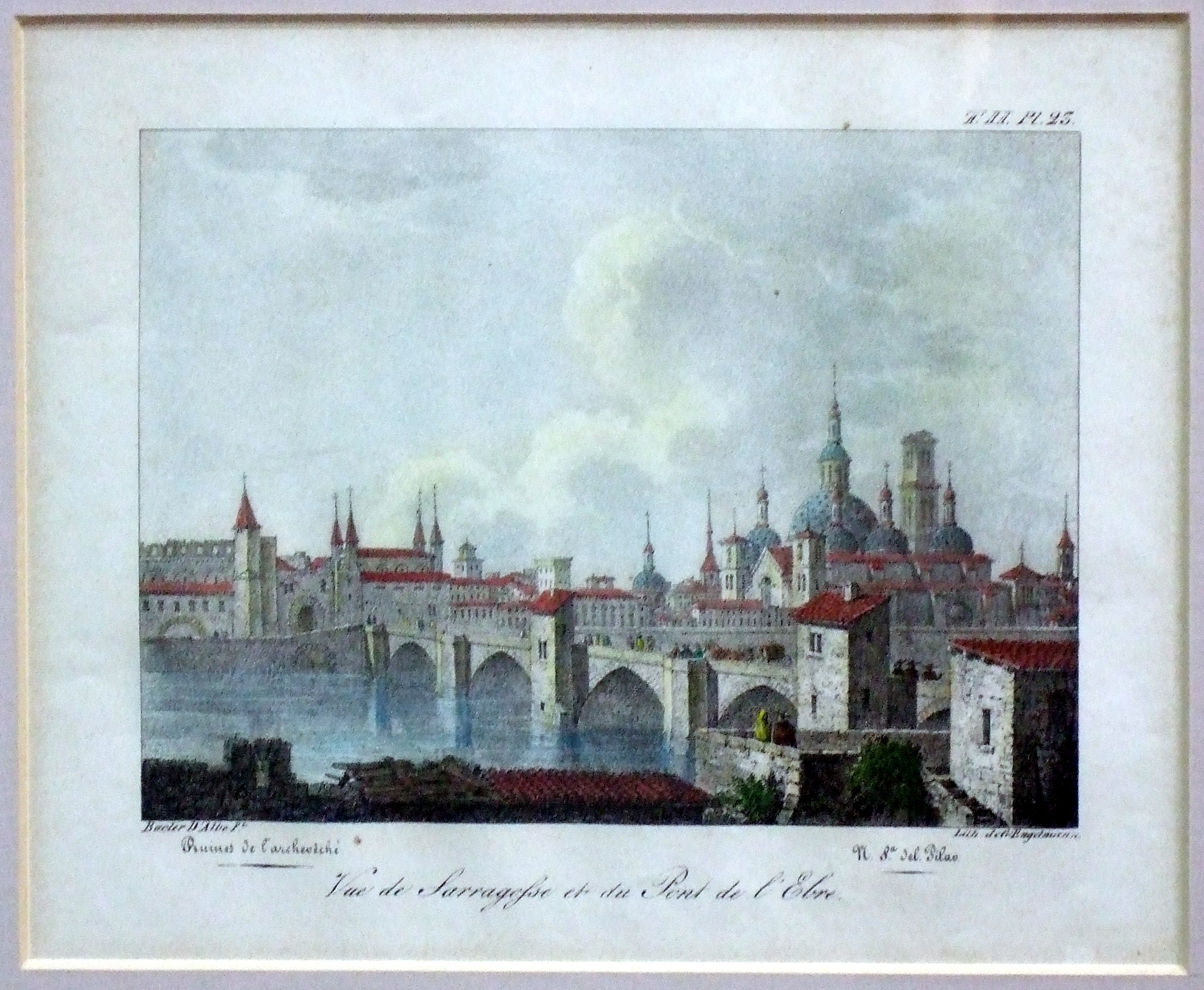
Vista di Saragozza
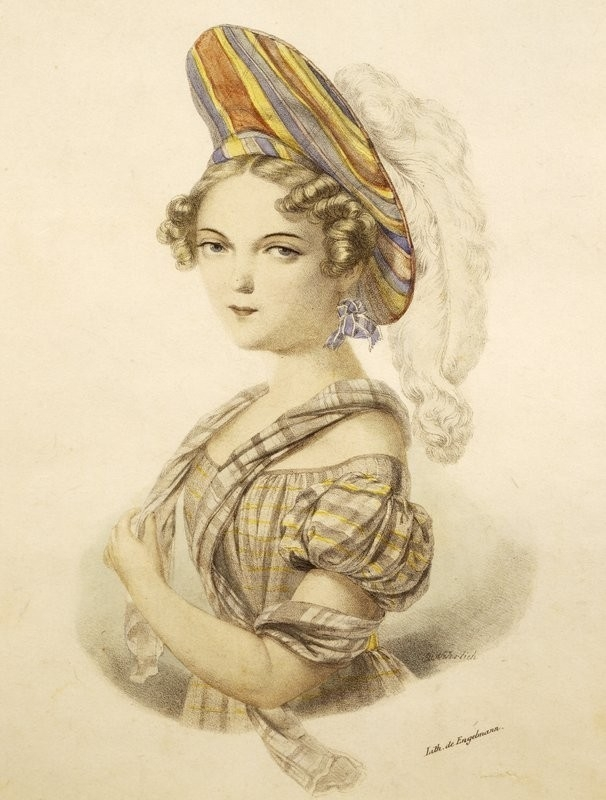
Henriette Sontag
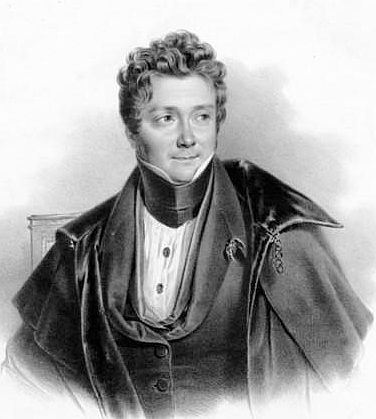
Louis Pradher
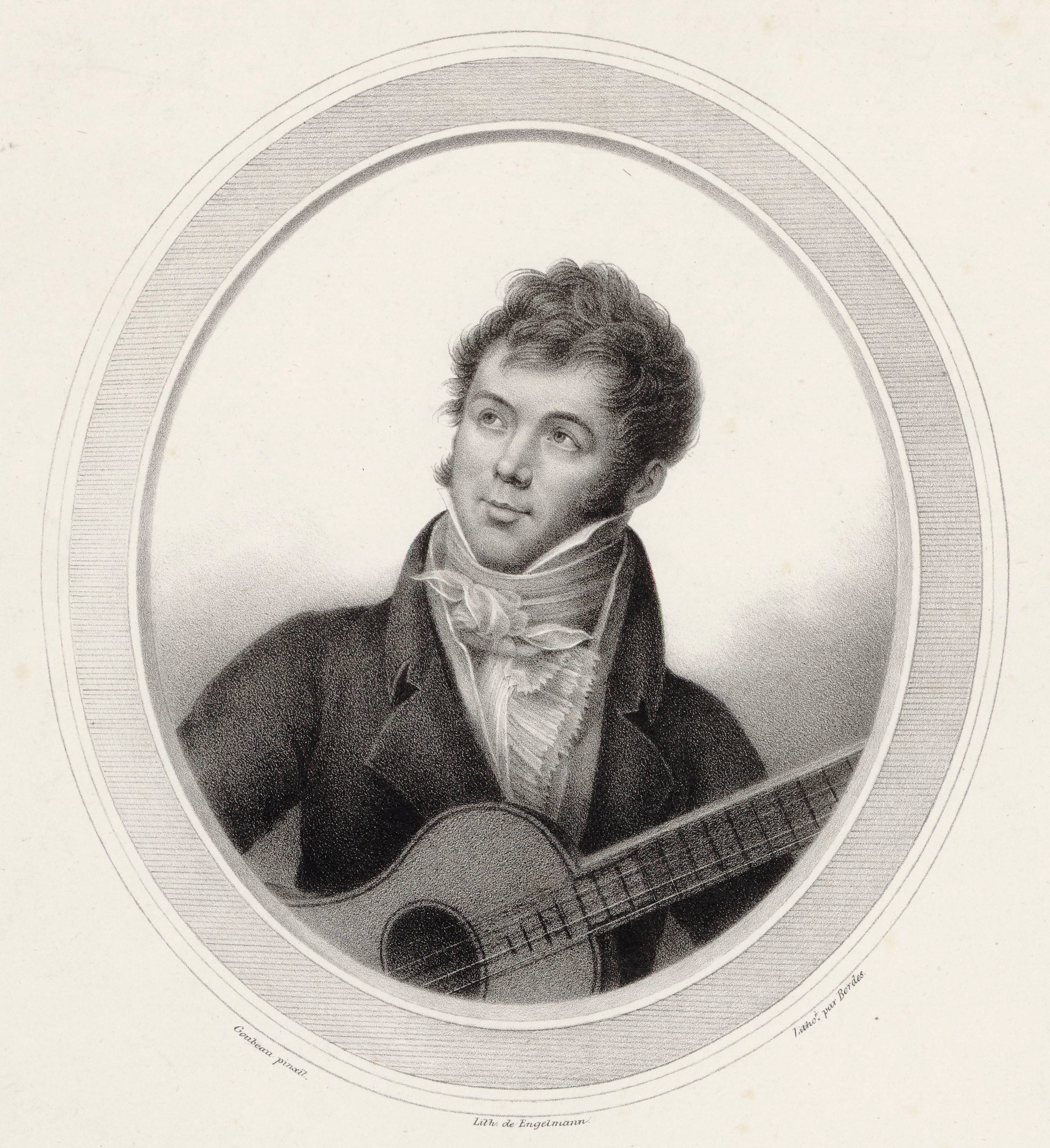
Fernando Sor
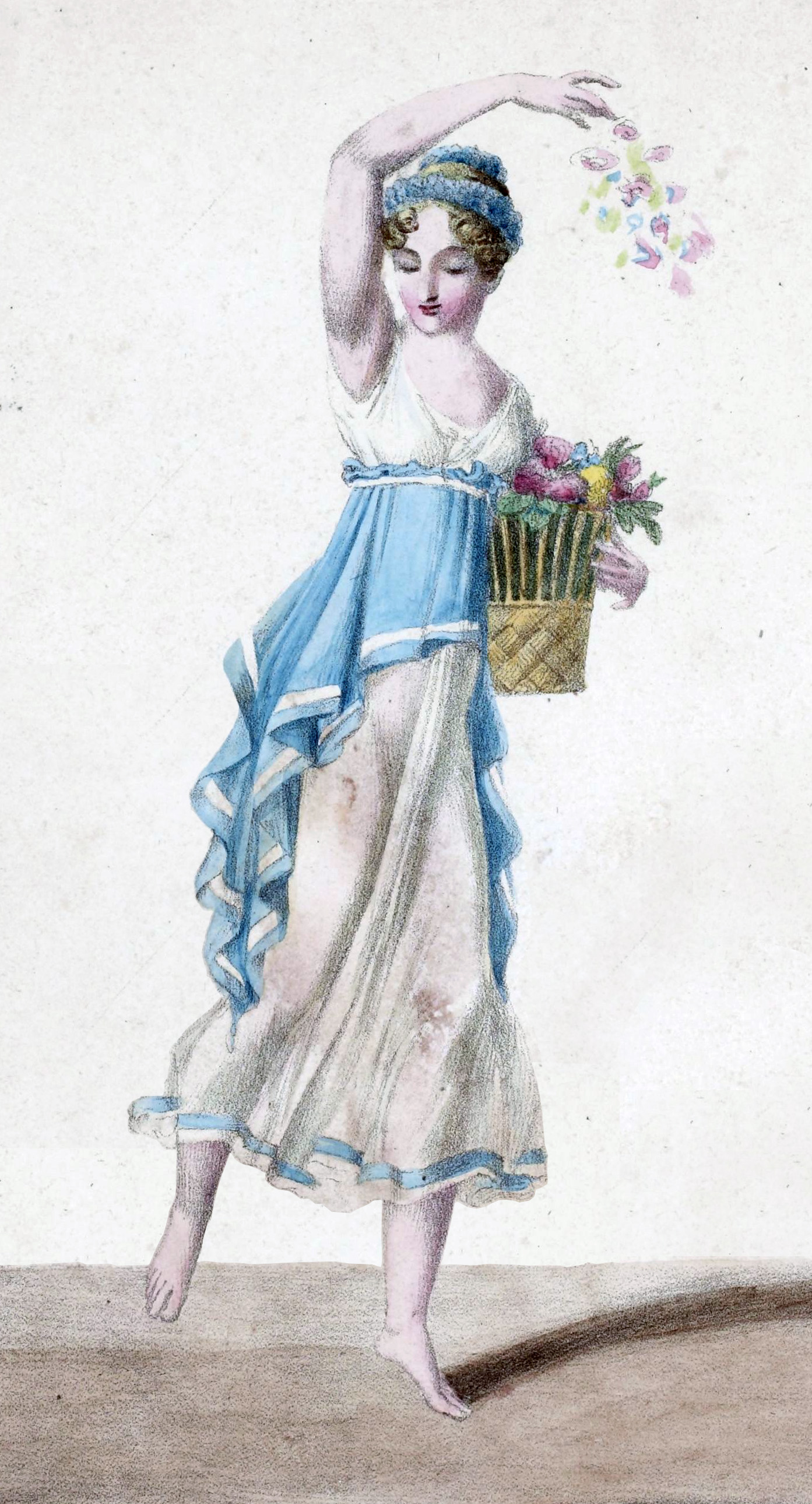
Olimpia
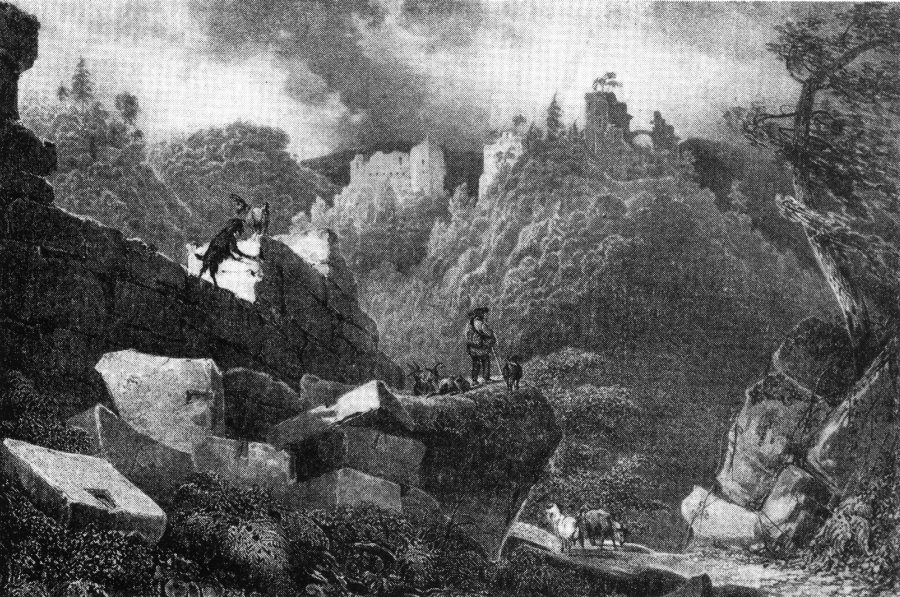
Dreistein